# بی. او. بی
بابی ری سیمونز جونیور (به انگلیسی: Bobby Ray Simmons, Jr) (متولد ۱۵ نوامبر، ۱۹۸۸) و بیشتر با نام بی. او. بی شناخته می‌شود، رپر، آهنگساز و تهیه‌کننده موسیقی در آمریکا است.
در سال ۲۰۰۶ برایان ریچاردسون، بی.او. بی را کشف کرد، برایان ریچاردسون او را به تی جی چاپمن رساند و تی جی چاپمن او را به تهیه‌کننده آمریکایی جیم جانسون معرفی کرد. جانسین بعد از شنیدن موسیقی متعاقباً بی.او. بی را به ناشر سرگرمی خود ربی راک معرفی کرد. بی.او. بی و جانسن با آتلانتیس رکورد و شرکت پبش بردن رکوردهای بزرگ(Grand Hustle Records)" که مطعلق به رپر آمریکایی تی.آی. است یک مشارکت انتفاعی برقرار کردند.
موزیک ویدئو "هواپیماها" (Airplanes) از او که در سال 2010 منتشر شد، یکی از آهنگ های برتر او بود که در یوتیوب نیز تا به امروز بیش از 700 میلیون بازدید داشته است.
آلبوم The Adventures Of Bobby Ray که در سال 2010 منتشر کرد، نامزد بهترین آلبوم رپ در مراسم گرمی در همان سال شد که در نهایت آلبوم ریکاوری از امینم موفق شد جایزه ی آن سال را برنده شود.